# Trithemis ellenbeckii
Trithemis ellenbeckii – gatunek ważki z rodziny ważkowatych (Libellulidae).